# Culture du Soudan du Sud

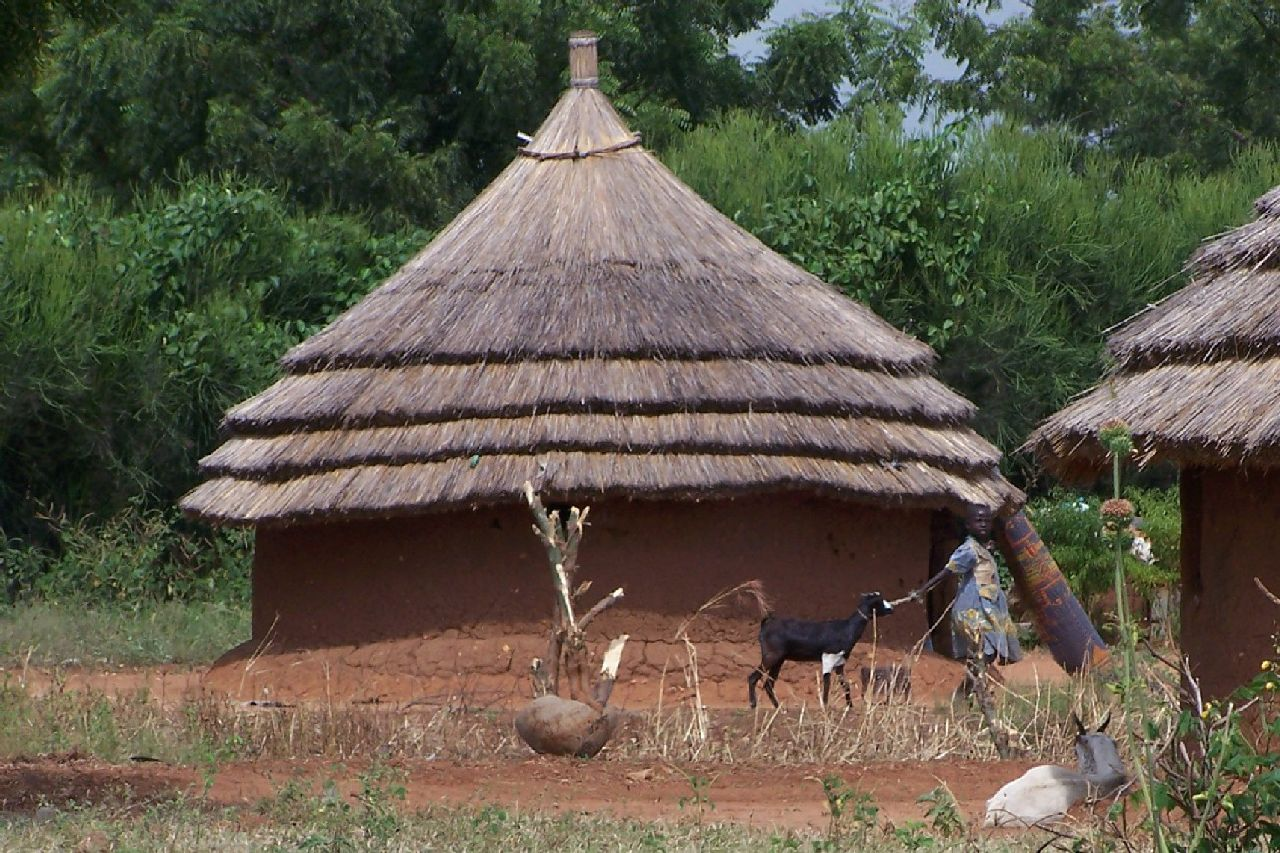
Habitation dinka à Djouba

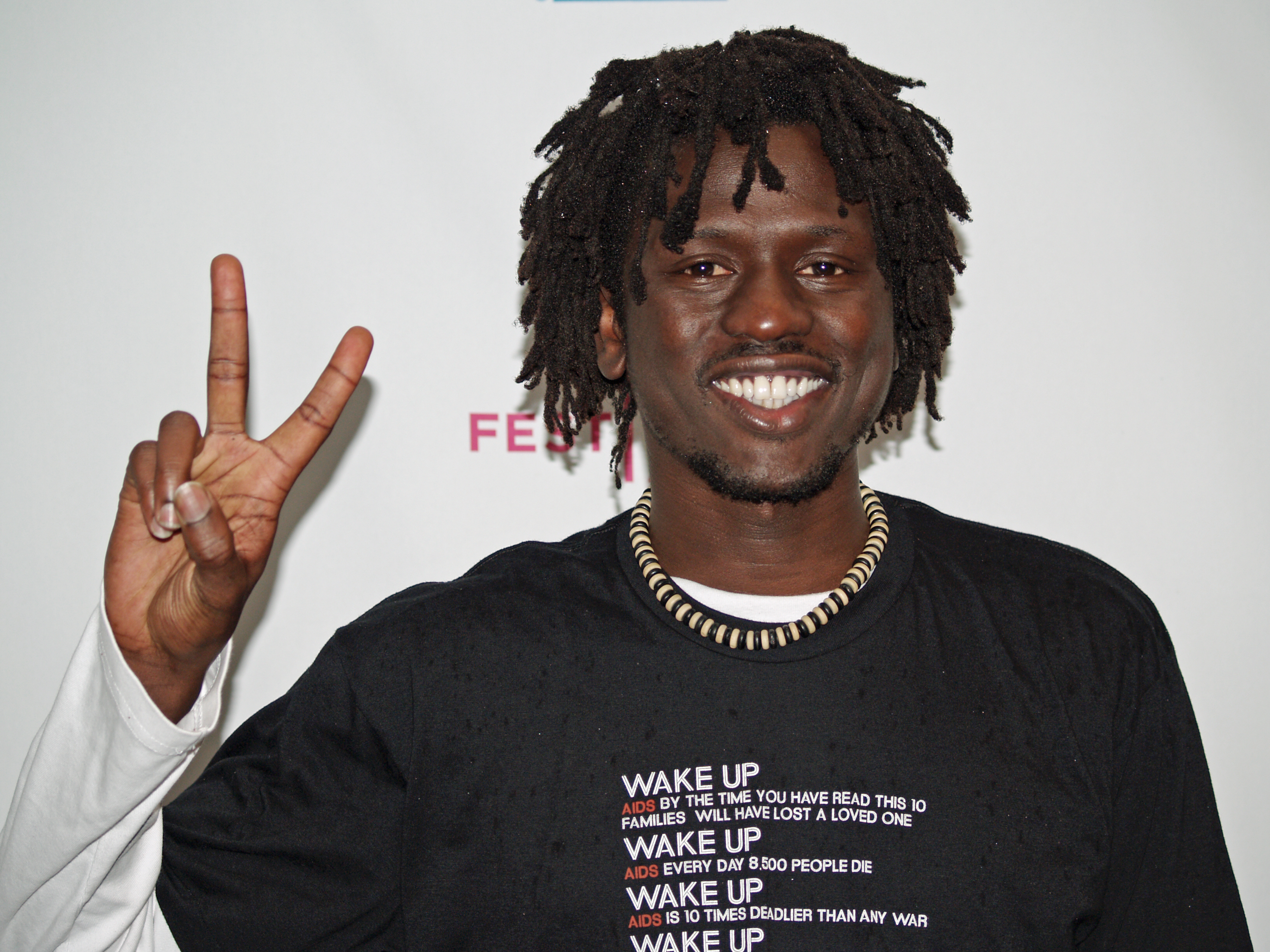
Le musicien Emmanuel Jal (2008)

Cet article aborde différents aspects de la culture du Soudan du Sud (environ 13 000 000 habitants en 2017).

## Langues et peuples
Le Soudan du Sud est composé de plus de 200 groupes ethniques différents parlant autant de langues et dialectes.
- Langues au Soudan du Sud
- Langues du Soudan du Sud
- Groupes ethniques au Soudan du Sud[1]
- Sudanese Encyclopedia of Tribes and Genealogies (en) (1996)

## Traditions
Quelques repères historiques :
- Royaume de Koush
- Royaume de Méroé (-800-350)
- Nobatie (350c-650c), Makurie (500c-1285c), Alodie (350-1504), Royaume Dadjo (1150c-1450c)
- Sultanat de Sennar (1504-1821), Sultanat du Darfour (1603-1874)
- Invasion du Soudan par l'Égypte (1820-1824) (en)
- Histoire du Soudan (1821-1885) (en)
- Guerre des mahdistes (1881-1899), Soudan mahdiste (1885-1899)
- Soudan anglo-égyptien (1899-1956)

### Religions
- Religions traditionnelles africaines, Animisme, Fétichisme, Esprit tutélaire, Mythologies africaines
- Religion en Afrique, Christianisme en Afrique, Islam en Afrique
- Anthropologie religieuse
- Religion au Soudan du Sud :
  - Christianisme (60%), Église catholique au Soudan du Sud (37%), anglicanisme, maronisme (Éparchie du Caire des Maronites),
  - Islam (6%) (18% en 1956),
  - Religions traditionnelles (32%), dont animisme
    - peuple dinka, Deng, Garang
    - peuple shilluk : Jwok, Nyikaya, Odak Ocolo, Okwa, Ororo

### Symboles
- Armoiries du Soudan du Sud
- Drapeau du Soudan du Sud (2011)
- South Sudan Oyee!, hymne national (2011)

### Fêtes
- Jours fériés publics au Soudan du Sud (en)

| Date        | Nom                    | Indication                                      |
| ----------- | ---------------------- | ----------------------------------------------- |
| 1er janvier | Jour de l'an           | Premier jour de l'année du calendrier grégorien |
| 1er mai     | Fête du Travail        | Jour férié                                      |
| 9 juillet   | Fête de l’Indépendance | Proclamée le samedi 9 juillet 2011              |
| 30 juillet  | Jour des martyrs       | Jour férié                                      |
| 25 décembre | Noël                   | Naissance de Jésus-Christ                       |

## Vie sociale

### Groupes humains
- Groupes ethniques au Soudan du Sud[1]
- Sudanese Encyclopedia of Tribes and Genealogies (en) (1996)

### Société
- Palabre, Arbre à palabres

### Éducation
- Système éducatif sud-soudanais

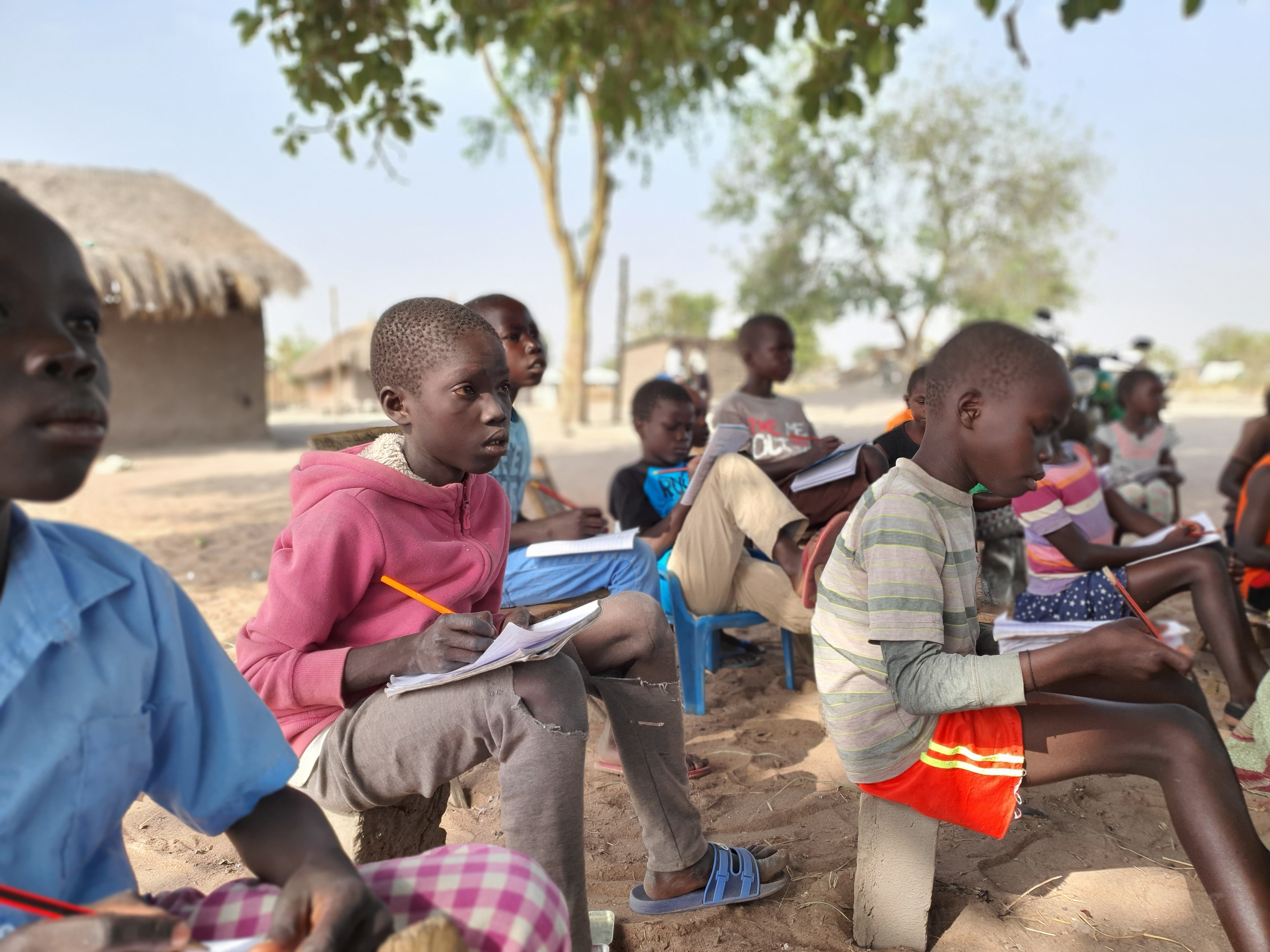
Écoliers attentifs

- Université de Djouba, Université catholique du Soudan
- Sudan Studies Association (en) (SSA, 1981)

### Droit
- Corruption au Soudan du Sud (en)
- Prostitution au Soudan du Sud (en)
- Trafic d'êtres humains au Soudan (en)
- Droits LGBT au Soudan
- Les Enfants Perdus du Soudan (en)
- Racisme au Soudan (en)
- Esclavage au Soudan
- Abeed
- Terrorisme au Soudan (en)
- List of wars involving South Sudan (en)
- List of conflicts in Sudan (en)

### État
- Archives nationales du Soudan du Sud (en)
- Histoire du Soudan, Histoire du Soudan du Sud, Enclave de Lado
  - Première guerre civile soudanaise (1955-1972)
  - Seconde guerre civile soudanaise (1983-2005)
  - Référendum sur l'indépendance du Soudan du Sud (2011)
  - Conflit au Kordofan du Sud (2011-2012, etc)
  - Guerre civile sud-soudanaise (2013-2014)
- Enfants perdus du Soudan (en)
- Conflits avec des nomades au Soudan (en)
- Violence ethnique au Soudan du Sud (en)
- Diaspora sud-soudanaise (en)

## Alimentation
- Famine de 2017 au Soudan du Sud

### Cuisines
- Cuisine soudanaise, avec des variations importantes[2],[3]
- Galettes : kisra, 'asidah, gourrasa
- Soupes, dont bouillie de sorgho,
- Légumes : oignons, aubergines, concombres, pommes de terre, carottes, haricots, pois chiches, fèves, lentilles,
- Omelettes,
- Salades,
- Riz,
- Ragoûts, à base de viande (bovine, caprine, poulet, ou poisson) et de viscères, de légumes (dont gombos),
- Fromage blanc (gibna bayda, joubna, domiati (de Damiette),
- Fruits : dattes, mangues, goyaves, tabaldi (du baobab), bananes, pommes, pamplemousses, citrons, oranges...
- Douceurs : gâteau de semoule, baklawa, conish, halwiyat, zalabiya, crème caramel, macaron...

### Boissons
- Eau,
- Jus de fruits (mangue, orange, tabaldi (pulpe du fruit du baobab), fraise, banane, goyave, orange...)
- Soda,
- Bière,
- Café jabana,
- Thé (classique, vert, au lait),
- Araqi ou araki, alcool de datte, interdit au nord

## Santé
- Santé au Soudan du Sud (en)
- Accès à l'eau au Soudan du Sud (en)
- Lite d'hôpitaux au Soudan du Sud (en)

### Jeux populaires
- Échecs :  Fédération d'échecs du Soudan du Sud (de)

### Sports
- Sport au Soudan du Sud (en)
- Sports au Soudan du Sud : football, basket, lutte, athlétisme, tennis
  - Plongée, safari, trekking, randonnée
  - Fédération de football du Soudan du Sud
- Sportifs sud-soudanais
- Soudan du Sud aux Jeux olympiques
- Soudan du Sud aux Jeux paralympiques
- Jeux africains ou Jeux panafricains, depuis 1965, tous les 4 ans (...2011-2015-2019...)

### Arts martiaux
- Liste des luttes traditionnelles africaines par pays

## Médias
- Média sud-soudanais (en)

### Presse écrite
- Journaux sud-soudanais : The Citizen, The Juba Post (en)
- List of newspapers in Sudan (en)

### Radio

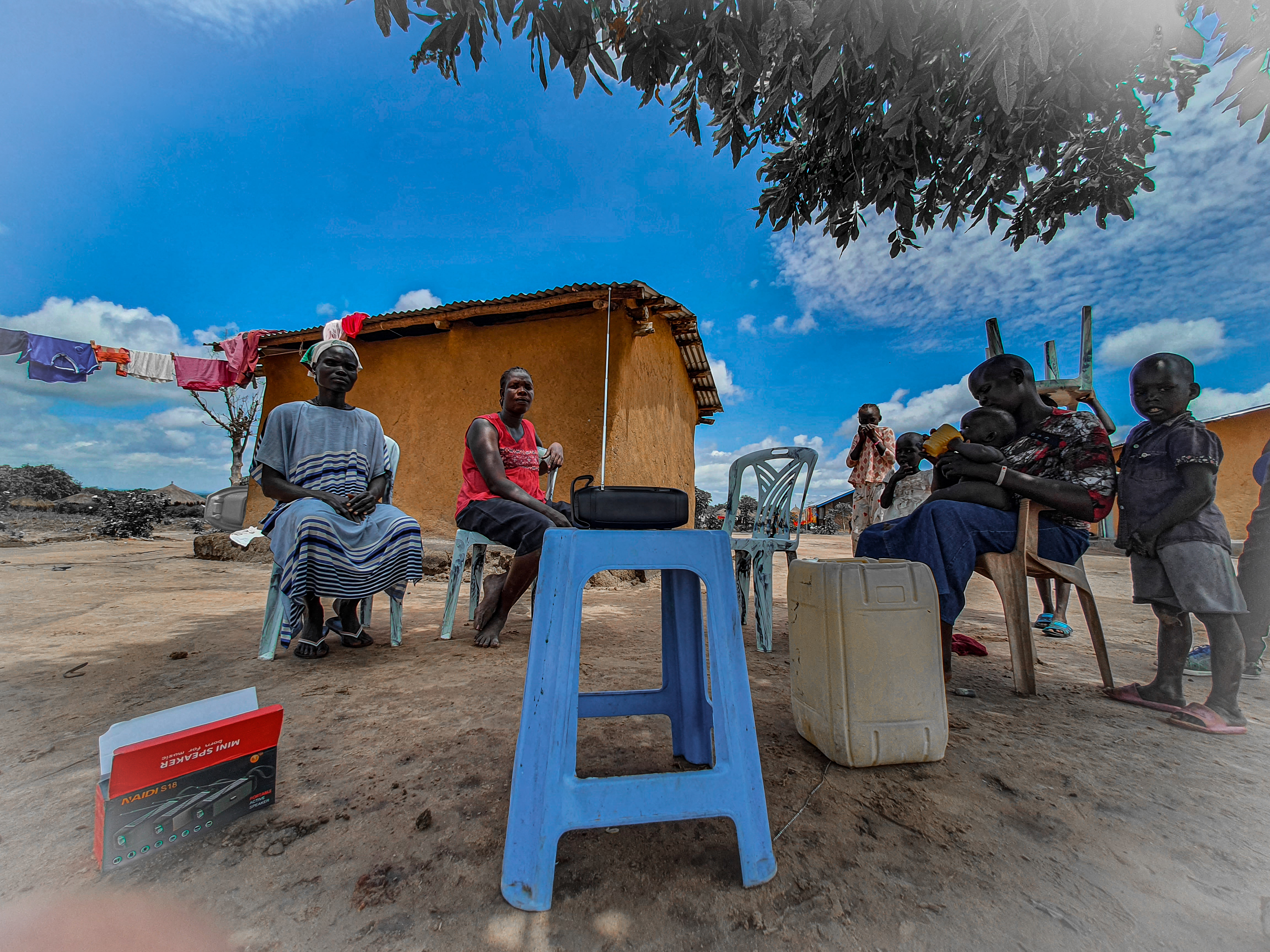
Une famille écoutant la radio.

- Radio au Soudan du Sud (en)
- Southern Sudan Radio
- Radio Miraya

### Télévision
- Southern Sudan Television
- Ebony TV

### Internet
- Liste des sites d'information au Soudan et au Soudan du Sud
- Sudan Tribune (en) (en anglais, depuis la France)
- South Sudan News Agency (en) (en américain, depuis les États-Unis)
- New Sudan Vision (en) (2006, depuis le Canada, en anglais)

## Littérature
- Écrivains sud-soudanais
- Category:Sudanese writers by century (en)
- Category:Sudanese poets by century (en)
- Mihera Bint Abboud (en) (1780-1840), poétesse
- Salah Ahmed Ibrahim (en) (1933-1993)
- Taban lo Liyong (1938-)

## Artisanats
- Arts appliqués, Arts décoratifs, Arts mineurs, Artisanat d'art, Artisan(s), Trésor humain vivant, Maître d'art
- Artisanats par pays, Artistes par pays

Les savoir-faire liés à l’artisanat traditionnel relèvent (pour partie) du patrimoine culturel immatériel de l'humanité.
Mais une grande partie des techniques artisanales ont régressé, ou disparu, dès le début de la colonisation, et plus encore avec la globalisation, sans qu'elles aient été suffisamment recensées et documentées.

## Arts visuels
- Arts visuels, Arts plastiques, Art brut, Art urbain
- Art africain traditionnel, Art contemporain africain
- Artistes par pays

### Peinture
- Peinture, Catégorie:Peinture par pays
- De quelques artistes sud-soudanais contemporains Ana Taban[4]

### Architecture
- Habitat traditionnel[5],[6],[7]

## Arts du spectacle
- Spectacle vivant, Performance, Art sonore

### Musiques
- Musique par pays, Musique improvisée, Improvisation musicale
- Musique sud-soudanaise, Musique du Soudan (en), Musique haoussa (en)
- Liste de chanteurs soudanais (en)
- Le Soudan du Sud d'après 2011 écoute des musiques variées : afro-beat, dance hall, regga, hip hop, etc[8]
- Les artistes célèbres en sont : AbulOyay, Yaba Angelosi, Angelo Maku, Khor DJ, M. LEng, Marie Mboyo, MC Ghetto, K-Denk, Dynamwaq, WJ De King, Emmanuel Jal, L.U.A.L. (Lyrically Untouchable African Legend), Emmanuel Kembe...
- Le film Beats of the Antonov (de Hajooj Kuka, 2014) témoigne de la permanence de la musique et de la danse pendant la guerre civile[9].

### Danse
Diverses ethnies (dont les Noubas) pratiquent traditionnellement des danses, encore bien mal renseignées (Danse africaine).

### Théâtre
- Improvisation théâtrale, Jeu narratif
- Théâtre de rue[10]
- Troupes : South Sudan Theatre Company

### Autres: marionnettes, mime, pantomime, prestidigitation
- Arts de la rue, Arts forains, Cirque,Théâtre de rue, Spectacle de rue,
- Marionnette, Arts pluridisciplinaires, Performance (art)…

### Cinéma
- Perspectives[11]
- Hubert Sauper, Nous venons en amis (2014)

### Autres
- Vidéo, Jeux vidéo, Art numérique, Art interactif
- Réseau africain des promoteurs et entrepreneurs culturels (RAPEC), ONG

## Tourisme
- Tourisme au Soudan du Sud (en)
- Attractions touristiques au Soudan du Sud
- Conseils (diplomatie.gouv.fr) aux voyageurs pour le Soudan du Sud
- Conseils (international.gc.ca) aux voyageurs pour le Soudan du Sud

## Patrimoine
Le programme Patrimoine mondial (UNESCO, 1971) n'a pour ce pays rien inscrit dans sa liste du Patrimoine mondial (au 14/01/2016).
Le programme Patrimoine culturel immatériel (UNESCO, 2003) n'a rien inscrit pour ce pays dans sa liste représentative du patrimoine culturel immatériel de l’humanité (au 14/01/2016).
Le programme Mémoire du monde (UNESCO, 1992) n'a rien inscrit pour ce pays dans son registre international Mémoire du monde (au 14/01/2016).

### Musées et autres institutions
- Liste de musées au Soudan du Sud